# 김희정 (무용가)
김희정(1966년 3월 3일 ~ )은 대한민국의 여자 무용수이다. 서울탄스스테이션 강사다.

## 학력
- 선화예술고등학교 무용과 (졸업)
- 이화여자대학교 무용과 (졸업)

## 가족사항
- 배우자: 김훈 (1964년~)
  - 장남: 김형준 (1990년~)
  - 차남: 김형규 (1994년 4월 9일~)

## 경력
- 서울탄스스테이션 강사
- 아이디어스컴퍼니 강사